# Risco de mercado
O risco de mercado é ligado a perdas causadas pela oscilação de preços das commodities, das taxas de juros e câmbio. Como exemplos desse risco têm-se a compra, venda e fixação do preço de commodities, o fechamento de câmbio, o embarque de mercadorias, os contratos a termo, contratação de empréstimos etc.

Não existe uma classificação única, uma vez que cada classificação pode referir-se a diferentes aspectos do risco de mercado. No entanto, os tipos de risco de mercado mais utilizados são:
- ['Risco de capital próprio'], o risco de que os índices ou de ações por exemplo Ibovespa, etc ou sua volatilidade implícita ]] vai mudar.
- Risco de taxa de juro , o risco de taxa de juro s (por exemplo, Libor, taxa pré fixada, Euribor, etc.) ou a sua volatilidade implícita irá mudar.
- Risco de moedas , o risco de que as taxas de câmbio (por exemplo,  USD / BRL,  EUR / USD, ou a sua volatilidade implícita mudança.
- Risco de commodities , o risco de que os preços commodities (por exemplo, soja ou milho), ou sua volatilidade implícita mudem.
- ['Margining risk']  resulta de saídas de caixa futuras incertas devido a chamadas de margens (margin margin) que abrangem mudanças de valor adversas de uma determinada posição.

## Gerenciamento de risco
Todas as empresas e Bancos assumem riscos com base em dois fatores: a probabilidade de ocorrência de uma circunstância adversa e o custo de tal circunstância adversa. É preciso fazer sempre a análise de risco x retorno, para avaliar se o risco assumido é valido ou não.
Gestão de risco é o estudo de como controlar os riscos e equilibrar a possibilidade de ganhos.

## Medição do valor da perda potencial devido ao risco de mercado
Como com outras formas de risco, o montante de perda potencial devido ao risco de mercado pode ser medido de várias maneiras ou convenções. Tradicionalmente, uma convenção é usar valor em risco (VaR). As convenções de utilização do VaR estão bem estabelecidas e aceitas na prática de gestão de risco a curto prazo.
No entanto, o VaR contém uma série de suposições limitantes que limitam sua precisão. A primeira hipótese é que a composição da carteira medida permanece inalterada durante o período especificado. Em horizontes curtos de tempo, esta suposição é considerada frequentemente como razoável. No entanto, em horizontes de tempo mais longos, muitas das posições na carteira podem ter sido alteradas. O VaR da carteira não alterada deixou de ser relevante. Outros problemas com o VaR é que ele não é sub-aditivo e, portanto, não é uma medida de risco coerente.  Como resultado, outras sugestões para medir o risco de mercado é o Value-at-Risk Condicional (CVaR) que é coerente para distribuições de perda geral, incluindo distribuições discretas e é sub-aditivo, valor condicional de risco para distribuições de perdas gerais..
A abordagem de cálculo do VaR pressupõe que as correlações históricas são estáveis e não irão mudar no futuro ou quebrar-se-ão em períodos de estresse no mercado. Variance Covariance e [[Simulação histórica] No entanto, estes pressupostos são inadequados, como durante períodos de alta volatilidade e turbulência do mercado, as correlações históricas tendem a quebrar. Intuitivamente, isso é evidente durante uma crise financeira em que todos os setores da indústria experimentam um aumento significativo nas correlações, em oposição a um mercado tendente para cima. Esse fenômeno também é conhecido como correlações assimétricas ou dependência assimétrica. Em vez de usar simulação histórica, as simulações de Monte-Carlo com modelos multivariados bem especificados são uma excelente alternativa. Por exemplo, para melhorar a estimativa da matriz Variance Covariance, pode-se gerar uma previsão de distribuições de ativos através da simulação de Monte-Carlo baseada na cópula gaussiana e marginais bem especificados. = Baixo | first1 = RKY | last2 = Faff | first2 = R. | last3 = Aas | first3 = K. | Title = Aprimorando a seleção da carteira de variância média por modelagem de assimetrias distributivas | journal = Journal of Economics and Business | date = 2016 | Permitir que o processo de modelagem permita características empíricas em retornos de estoque, como auto-regressão, volatilidade assimétrica, assimetria e curtose, é importante. A não contabilização destes atributos acarreta um erro de estimativa severo na correlação e na variância Covariância que têm vieses negativos (até 70% dos valores verdadeiros). A estimativa do VaR ou CVaR para grandes carteiras de ativos usando a matriz Variance Covariance pode ser inapropriada se as distribuições de retornos subjacentes exibirem dependência assimétrica. Em tais cenários, cópulas de videira que permitem a dependência assimétrica (por exemplo, Clayton, Rotated Gumbel) em carteiras de ativos são mais apropriadas no cálculo do risco de cauda usando VaR ou CVaR.
Além disso, deve ser tomado cuidado com relação ao fluxo de caixa intermediário, opções embutidas, mudanças nas taxas de juros de taxa flutuante das posições financeiras na carteira. Eles não podem ser ignorados se o seu impacto pode ser grande.

## References
1. ↑  Weigt, Marcos Archina Volatilidade no câmbio e nas commodities: o risco das empresas, http://www.akt1.com.br/blog/5/volatilidade-no-cambio-e-nas-commodities-o-risco-das-empresas.html
2. ↑  Artzner, P.; Delbaen, F.; Eber, J.; Heath, D. (Julho de 1999). «Medida coerente do risco». Mathematical Finance. 9 (3): 203-228
3. ↑  Fantazzinni, Os efeitos de marginais e cópulas não especificados no cálculo do valor em risco: Um estudo de Monte Carlo. (2009). Análise de Dados e Estatísticas Computacionais,. 53 (6). 2168 páginas

- Dorfman, Mark S. (1997). Introduction to Risk Management and Insurance (6th ed.). [S.l.]: Prentice Hall. ISBN 0-13-752106-5